# Krötenlilien
Die Pflanzengattung Krötenlilien (Tricyrtis) gehört zur Familie der Liliengewächse (Liliaceae). Die etwa 20 Arten sind im östlichen Asien verbreitet, viele davon sind selten und kommen in kleinen Verbreitungsgebieten vor.

## Beschreibung

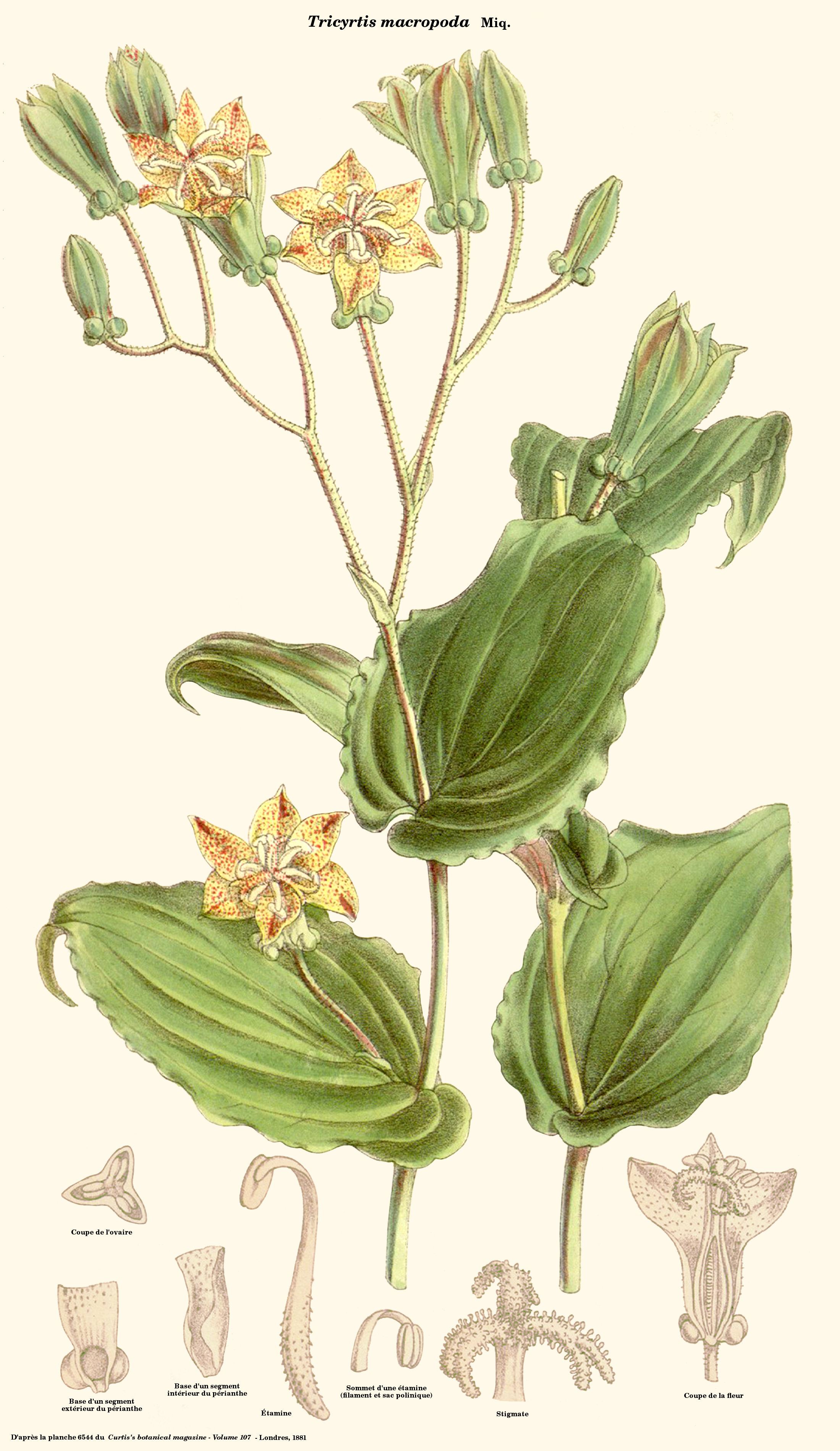
Illustration aus Curtis’s Botanical Magazine, 1881 der Kleinblütigen Krötenlilie (Tricyrtis macropoda). Im Detail gut dargestellt sind die drei gespaltenen Narbenlappen.

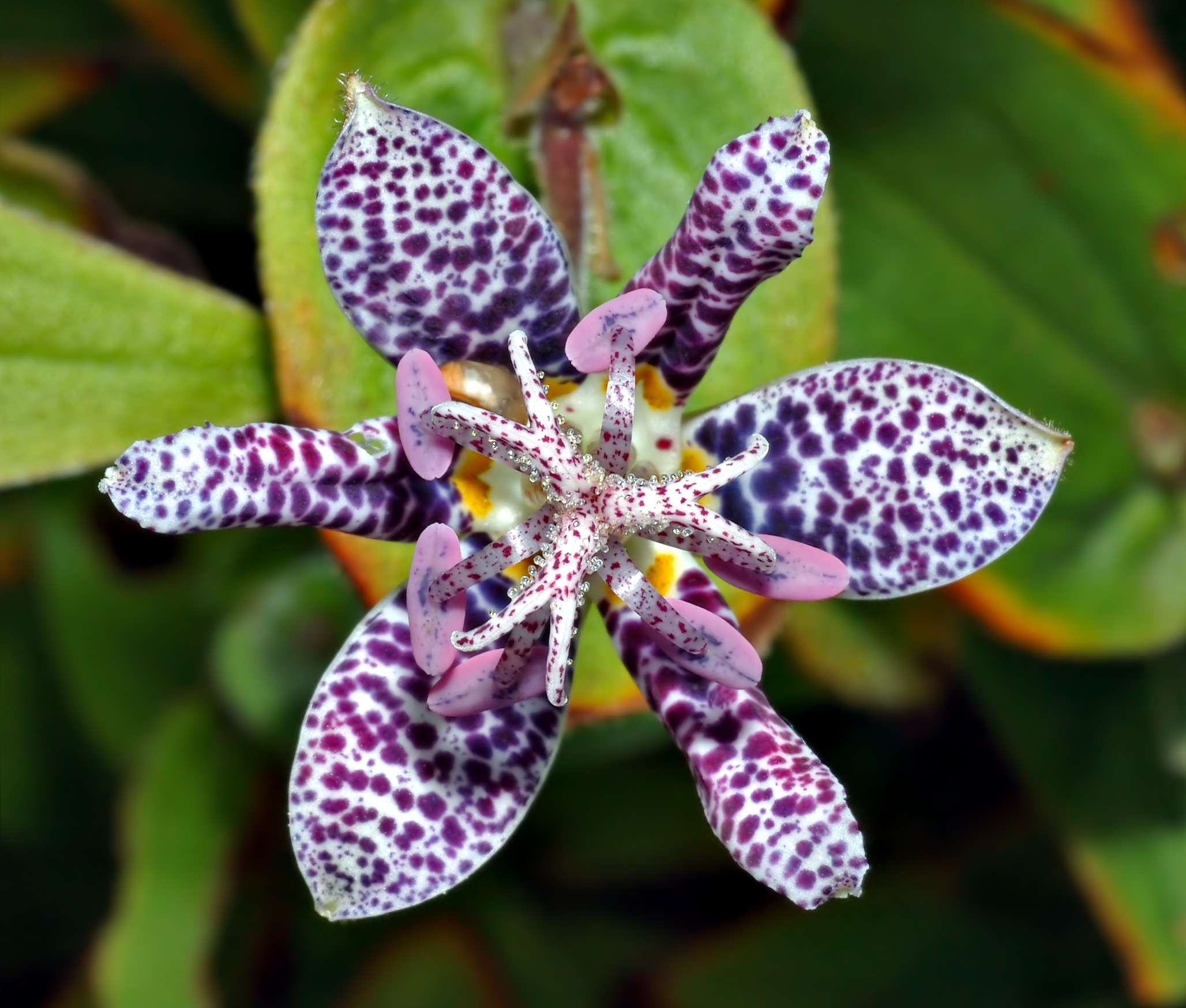
Blüte der Borstigen Krötenlilie (Tricyrtis hirta)

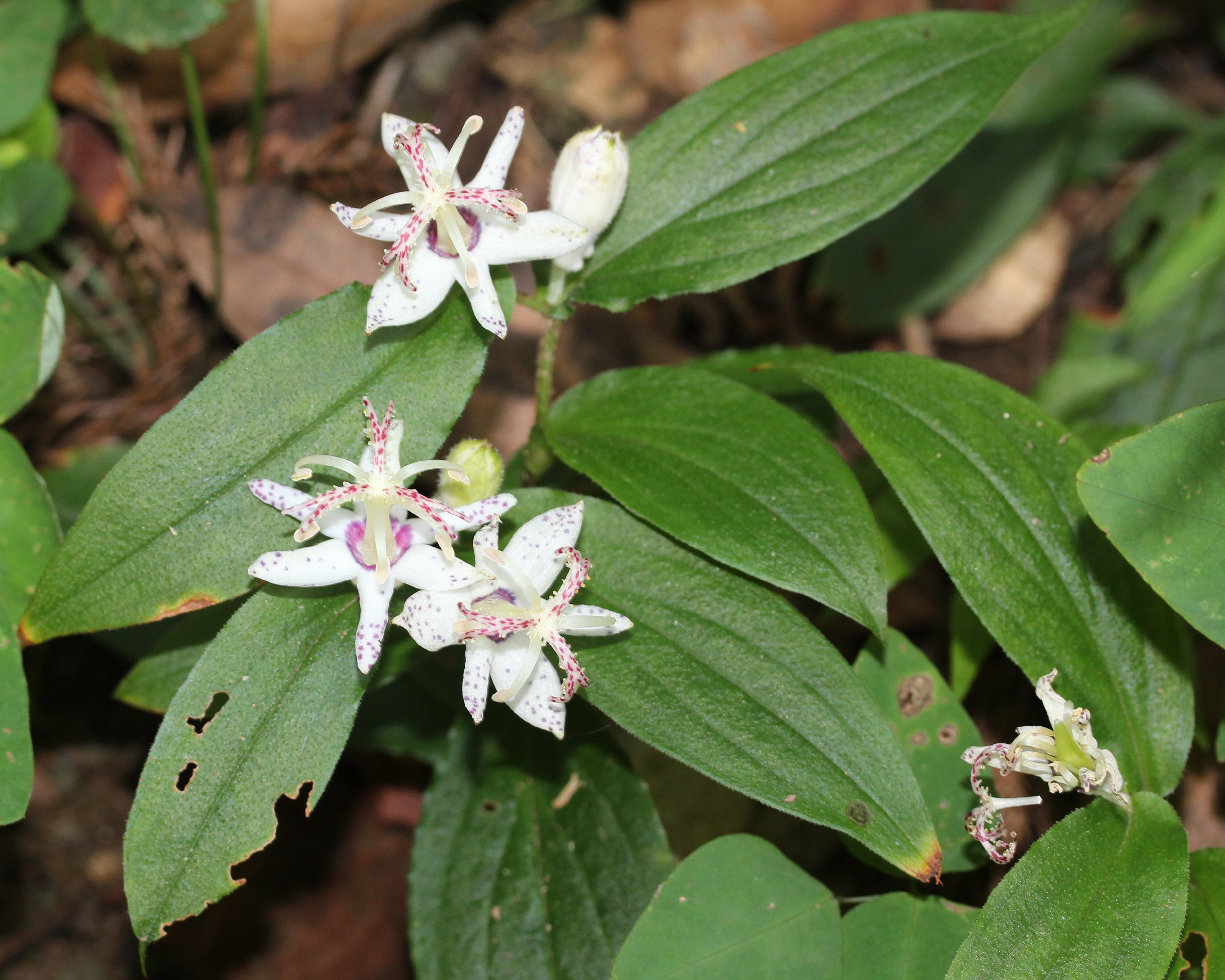
Habitus, Laubblätter und Blüten der Gebirgs-Krötenlilie (Tricyrtis affinis)

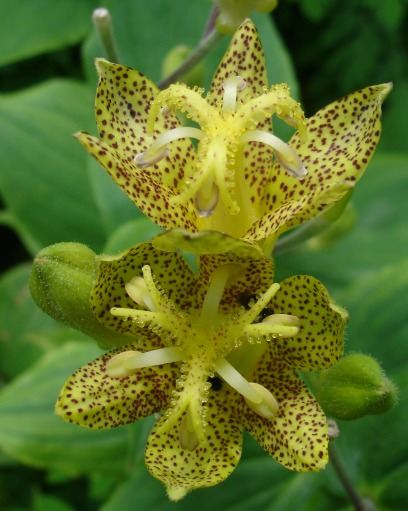
Blüten der Breitblättrigen Krötenlilie (Tricyrtis latifolia)

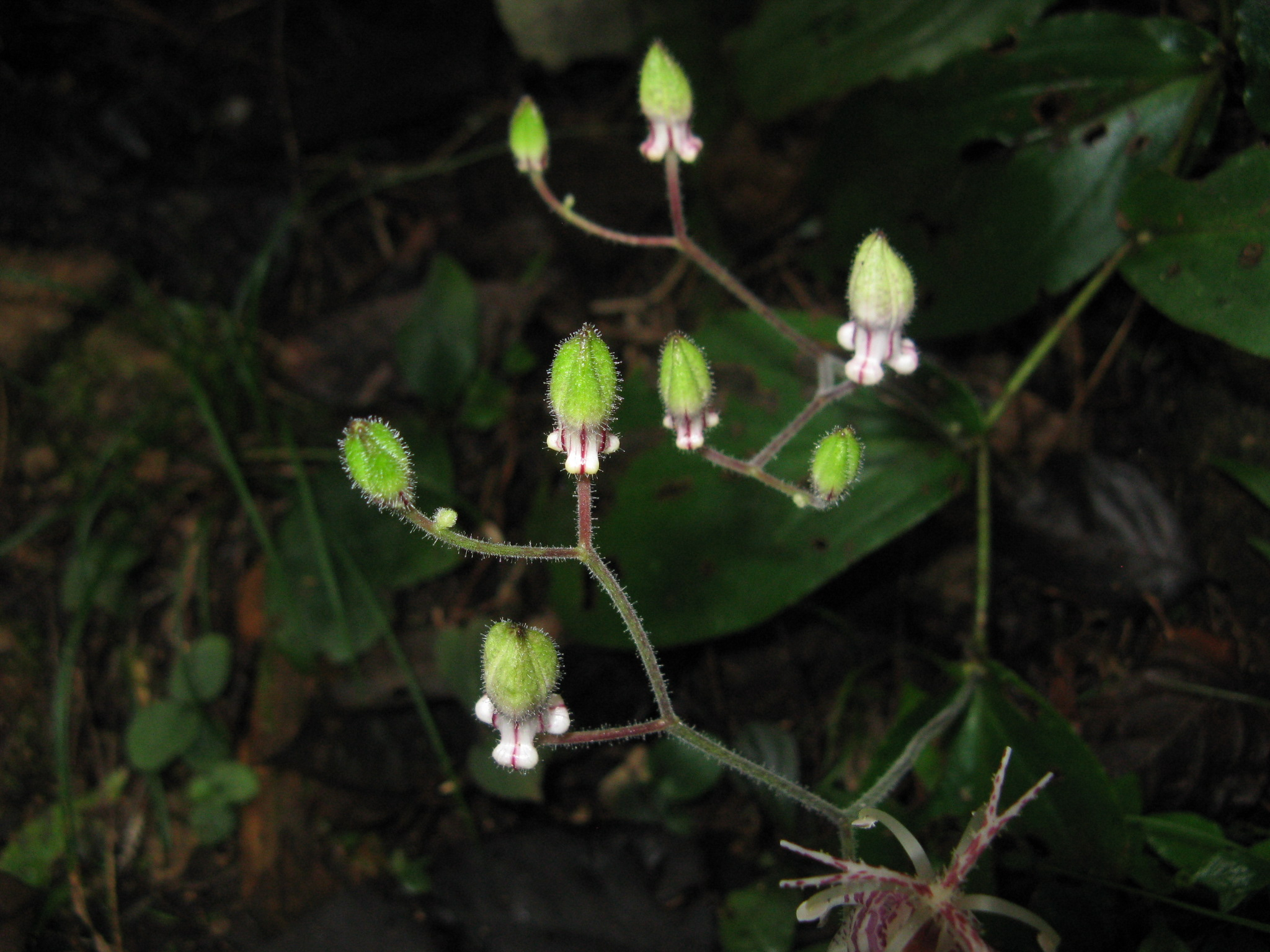
Ausschnitt eines Blütenstandes mit Blütenknospen und Blüte der Kleinblütigen Krötenlilie (Tricyrtis macropoda), deutlich zu sehen ist die angeschwollene Basis der äußeren Blütenhüllblätter.

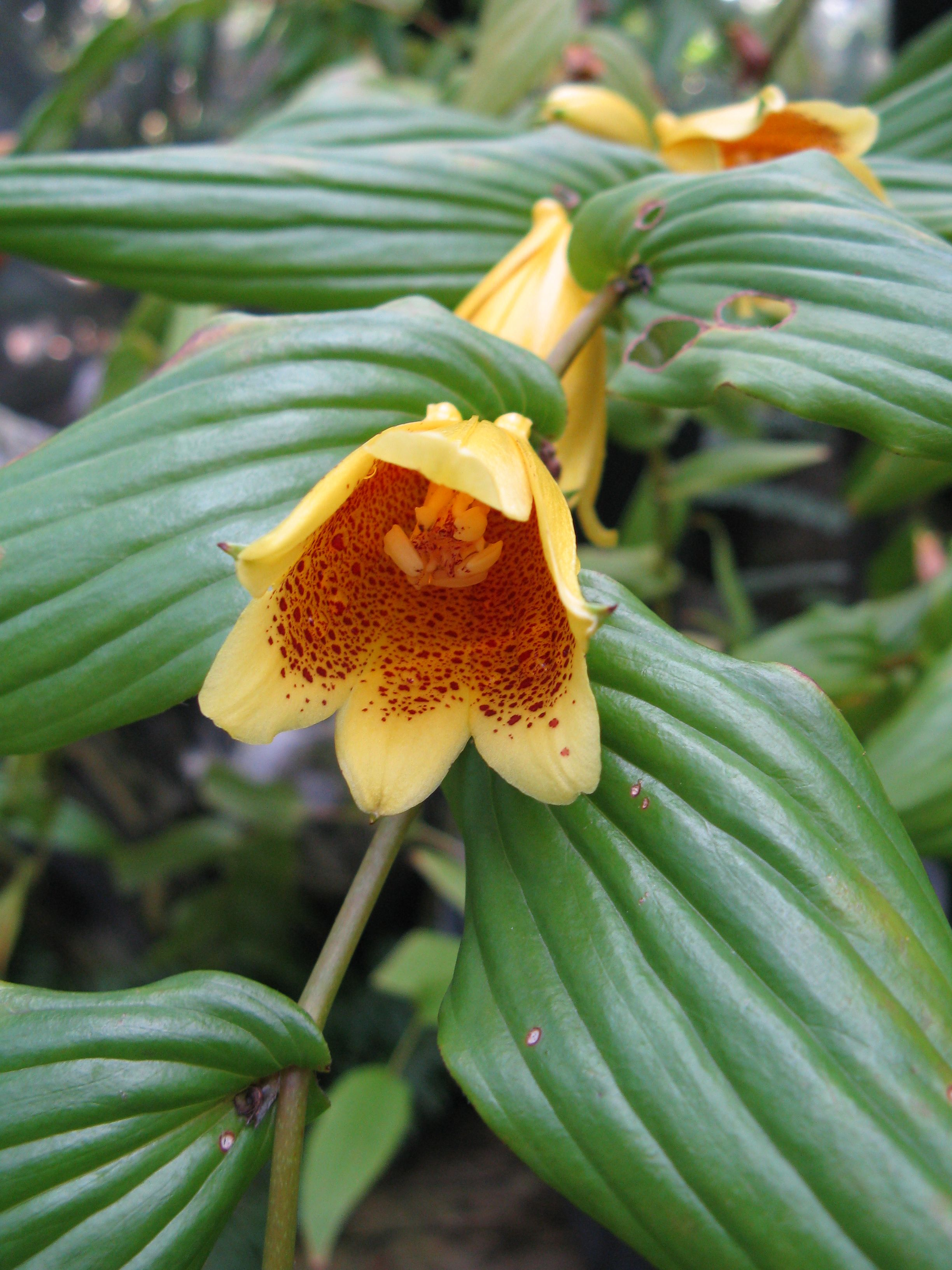
Stängel mit Laubblättern und Blüten von Tricyrtis macranthopsis

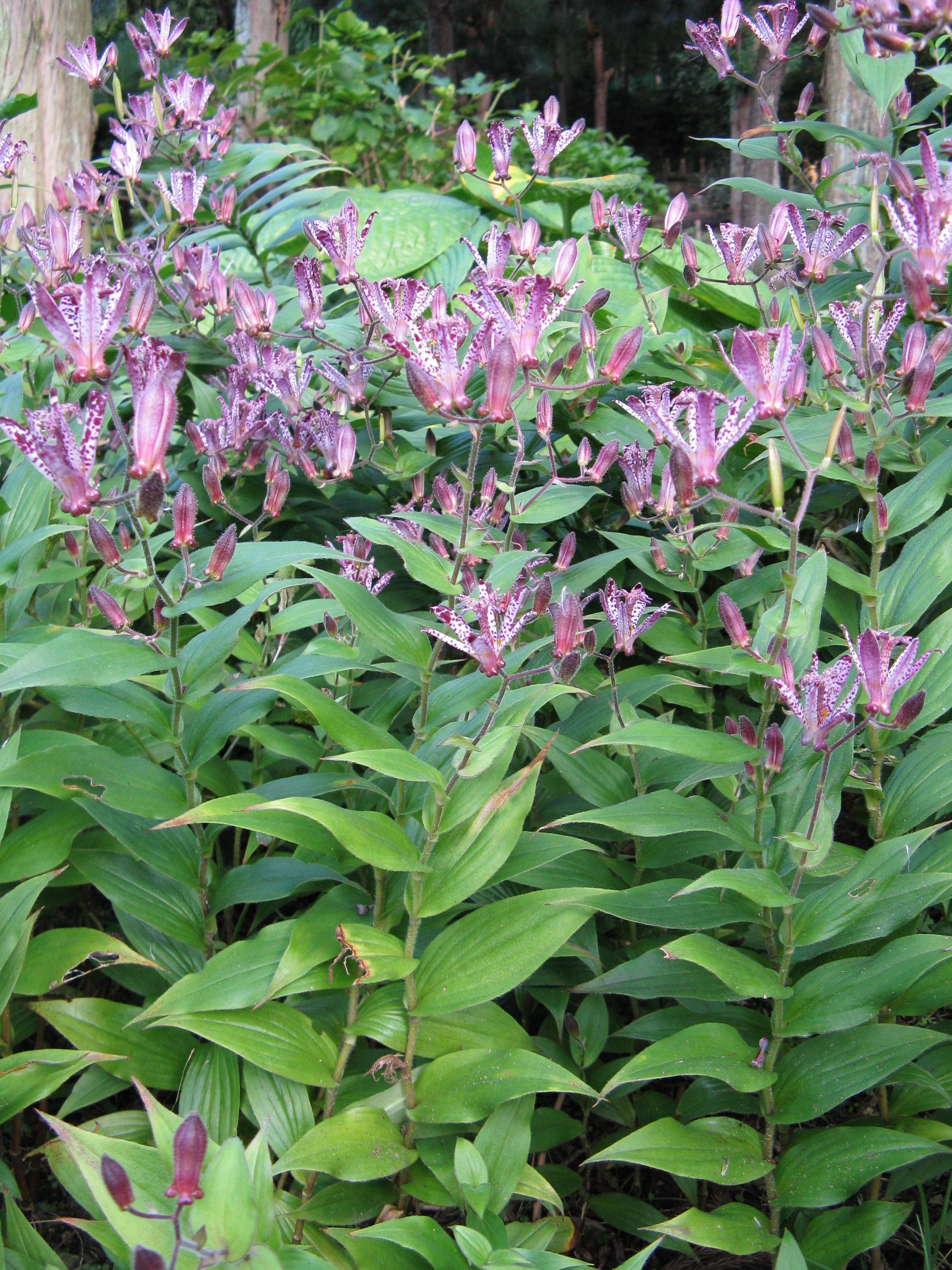
Die Sorte Tricyrtis Hybride 'Sinonome'

### Erscheinungsbild und Blätter
Die Tricyrtis-Arten wachsen als ausdauernde krautige Pflanzen. Als Überdauerungsorgane werden kriechende meist kurze oder manchmal lange Rhizome gebildet. Die aufrechten oder aufsteigenden Stängel sind einfach oder manchmal im oberen Bereich verzweigt.
Viele fast sitzende Laubblätter sind am Stängel wechselständig verteilt angeordnet. Die einfachen, relativ dünnen Blattspreiten sind elliptisch bis eiförmig mit meist mehr oder weniger stängelumfassendem Spreitengrund und spitzem bis zugespitztem oberen Ende. Es liegt Paralleladerung vor und es sind viele Blattadern vorhanden.

### Blütenstände und Blüten
Die Blüten stehen einzeln in den Blattachseln oder in thyrsoiden, selten traubigen Blütenständen.
Die relativ auffälligen, glocken- oder trompetenförmigen Blüten sind zwittrig, radiärsymmetrisch und dreizählig. Die sechs ungleichen, freien Blütenhüllblätter sind meist ausgebreitet oder am oberen Ende zurückgebogen und meist nicht haltbar. Die äußeren drei Blütenhüllblätter sind sackförmig oder kurz gespornt. Die Farbe der Blütenhüllblätter ist weiß oder gelb mit purpurfarbenen Flecken. Es sind zwei Kreise mit je drei Staubblättern vorhanden. Die an der Basis der Blütenhüllblätter inserierten Staubfäden sind etwas abgeflacht und im oberen Bereich konvergierend um eine kurze Röhre zu bilden. Die basifixen, nach außen gebogenen Staubbeutel sind frei beweglich. Die drei Fruchtblätter sind zu einem oberständigen, dreikammerigen Fruchtknoten verwachsen. Jede Fruchtknotenkammer enthält viele Samenanlagen. Der säulenförmige Griffel endet in drei ausgebreiteten Narbenlappen, die im oberen Bereich gespalten sind.

### Früchte und Samen
Die breit zylindrischen, dreikantigen Kapselfrüchte sind septizidal und enthalten viele Samen. Die relativ kleinen Samen sind ei- bis kugelförmig und abgeflacht.

## Systematik und Verbreitung
Die Gattung Tricyrtis wurde 1826 durch Nathaniel Wallich in Tentamen Florae Napalensis Illustratae, S. 61 aufgestellt. Typusart ist Tricyrtis pilosa Wall., heute ein Synonym von Tricyrtis maculata (D.Don) J.F.Macbr. Der Gattungsname Tricyrtis setzt sich aus den griechischen Wörtern tri für drei und kyrtos für konvex zusammen, dies bezieht sich auf die drei Perigonblätter, die eine angeschwollene Basis besitzen. Synonyme für Tricyrtis Wall. sind: Compsoa D.Don, Compsanthus Spreng., Brachycyrtis Koidz.
Die Tricyrtis-Arten sind im östlichen Asien vom Himalaya über China bis Taiwan, Japan und die Philippinen (eine Art) verbreitet. In der Volksrepublik China kommen vier Arten vor, davon zwei nur dort. Sechs Arten kommen in Taiwan vor, vier davon nur dort. Das Zentrum der Artenvielfalt ist mit etwa 13 Arten Japan, 11 davon nur dort.
Die Gattung Tricyrtis gehört zur Unterfamilie Calochortoideae innerhalb der Familie Liliaceae, früher in Calochortaceae, Convallariaceae, Tricyrtidaceae, Uvulariaceae.
Es gab bisher zwei Vorschläge von Masamune 1930 und Takahashi 1980 für die Gliederung der Gattung Tricyrtis. Die vier Sektionen nach Takahashi 1980 sind: Sektion Brachycyrtis (Koidz.) Kitag. & Koyama (mit Tricyrtis macrantha, Tricyrtis macranthopsis, Tricyrtis ishiiana), Flavae Masam. (mit Tricyrtis ohsumiensis, Tricyrtis flava, Tricyrtis nana, Tricyrtis perfoliata), Sektion Hirtae Masam. (mit Tricyrtis formosana, Tricyrtis lasiocarpa, Tricyrtis ravenii, Tricyrtis hirta) und Sektion Tricyrtis Kitag. & Koyama (mit Tricyrtis suzukii, Tricyrtis setouchiensis, Tricyrtis macropoda, Tricyrtis maculata, Tricyrtis affinis, Tricyrtis latifolia). Molekulargenetische Untersuchungen bestätigen nur teilweise diese Gliederung, es sind aber noch nicht genügend Daten vorhanden für eine neue Gliederung.
Nach Noriyuki Tanaka 2012 gibt es 20 Tricyrtis-Arten:
- Gebirgs-Krötenlilie[5] (Tricyrtis affinis Makino, Syn.: Tricyrtis macropoda subsp. affinis (Makino) Kitam., Tricyrtis affinis var. albida Makino, Tricyrtis parviflora Dammer, Tricyrtis hirta var. parviflora (Dammer) Masam., Tricyrtis japonica var. albida (Makino) Masam., Tricyrtis chiugokuensis Koidz., Tricyrtis affinis var. chiugokuensis (Koidz.) Ohwi, Tricyrtis affinis f. albida (Makino) Okuyama, Tricyrtis macropoda var. chiugokuensis (Koidz.) Ohwi): Die Heimat ist Japan.
- Tricyrtis chinensis Hir.Takah.: Diese 2001 beschriebene Art kommt in den chinesischen Provinzen Anhui, Fujian, Guangdong, Guangxi, Hunan, Jiangxi sowie Zhejiang vor.
- Tricyrtis dilatata Nakai: Sie kommt nur in Südkorea vor.[3]
- Gelbe Krötenlilie[5] (Tricyrtis flava Maxim.): Dieser Endemit kommt nur in der Präfektur Miyazaki auf der japanischen Insel Kyushu vor.[3]
- Taiwan-Krötenlilie (Tricyrtis formosana Baker, Syn.: Compsoa formosana (Baker) Kuntze): Sie kommt mit zwei Varietäten nur in Taiwan und Nansei-shoto vor:[3]
  - Tricyrtis formosana Baker var. formosana (Syn.: Tricyrtis stolonifera Matsum., Tricyrtis formosana var. stolonifera (Matsum.) Masam., Tricyrtis kotoensis G.W.Rob., Tricyrtis formosana var. grandiflora S.S.Ying): Sie nur in Taiwan und auf Nansei-shoto vor.[3]
  - Tricyrtis formosana var. glandosa (T.Shimizu) T.S.Liu & S.S.Ying (Syn.: Tricyrtis formosana f. glandosa T.Shimizu, Tricyrtis ravenii C.I.Peng & Tiang): Sie kommt nur im nordöstlichen sowie zentralen Taiwan vor.[3]
- Borstige Krötenlilie[5], auch Rauhaarige Krötenlilie oder Japanische Krötenlilie genannt, (Tricyrtis hirta (Thunb.) Hook., Syn.: Uvularia hirta Thunb., Compsoa hirta (Thunb.) Kuntze): Sie kommt mit zwei Varietäten im zentralen sowie südlichen Japan vor.[3]
  - Tricyrtis hirta (Thunb.) Hook. var. hirta (Syn.: Tricyrtis japonica Miq., Tricyrtis clinata J.F.Macbr., Tricyrtis hirta var. minor Honda, Tricyrtis hirta var. saxicola Honda, Tricyrtis hirta var. albescens Makino, Tricyrtis hirta var. ramosissima Honda, Tricyrtis hirta f. albescens (Makino) Hiyama, Tricyrtis hirta f. nivea Hiyama, Tricyrtis hirta f. atropurpurea Hisauti): Sie kommt im zentralen sowie südlichen Japan vor.[3]
  - Tricyrtis hirta var. masamunei (Makino) Masam. (Tricyrtis masamunei Makino): Sie kommt nur auf der japanischen Insel Kyushu vor.[3]
- Tricyrtis imeldae Guthnick: Sie kommt nur auf Mindanao vor.[3]
- Tricyrtis ishiiana (Kitag. & T.Koyama) Ohwi & Okuyama (Syn.: Tricyrtis macrantha var. ishiiana Kitag. & T.Koyama, Tricyrtis ishiiana var. surugensis Yamazaki): Es ist ein Endemit im zentralen-östlichen Teil der japanischen Insel Honshu.[3]
- Tricyrtis lasiocarpa Matsum. (Syn.: Tricyrtis formosana var. lasiocarpa (Matsum.) Masam., Tricyrtis formosana var. amethystina Masam., Tricyrtis formosana f. amethystina (Masam.) T.Shimizu, Tricyrtis ovatifolia S.S.Ying, Tricyrtis formosana var. ovatifolia (S.S.Ying) S.S.Ying): Sie kommt nur im westlichen und südlichen Taiwan vor.[3]
- Breitblättrige Krötenlilie (Tricyrtis latifolia Maxim.): Sie kommt in China und Japan vor.
- Großblütige Krötenlilie[5] (Tricyrtis macrantha Maxim.): Sie kommt nur auf der japanischen Insel Shikoku vor.
- Tricyrtis macranthopsis Masam.: Dieser Endemit kommt nur auf der Kii-Halbinsel im zentralen Japan vor.[3]
- Kleinblütige Krötenlilie[5] (Tricyrtis macropoda Miq.): Es gibt zwei Formen im zentralen sowie südlichen Japan.[3]
- Weichhaarige Krötenlilie[5] (Tricyrtis maculata (D.Don) J.F.Macbr., Syn.: Compsoa maculata D.Don, Compsanthus maculatus (D.Don) Spreng., Tricyrtis elegans Wall. nom. nud., Tricyrtis pilosa Wall., Disporum esquirolii H.Lév., Tricyrtis esquirolii (H.Lév.) H.Hara; Tricyrtis viridula Hir.Takah.): Sie kommt von Nepal bis Südchina vor und gedeiht in China in Wäldern und an Waldrändern in Höhenlagen zwischen 1000 und 1800 Metern in den chinesischen Provinzen Guangxi, Guizhou, Jiangxi, Yunnan sowie Zhejiang.
- Tricyrtis nana Yatabe: Sie kommt im südlichen-zentralen sowie südlichen Japan vor.[3]
- Ohsumi-Krötenlilie[5] (Tricyrtis ohsumiensis Masam.): Dieser Endemit kommt auf der japanischen Insel Kyushu nur auf der Ôsumi-Halbinsel vor.[3]
- Tricyrtis perfoliata Masam.: Sie kommt nur in der Präfektur Miyazaki auf der japanischen Insel Kyushu vor.[3]
- Flaumhaarige Krötenlilie[5] (Tricyrtis puberula Nakai & Kitag., Syn.: Tricyrtis pseudolatifolia Hir.Takah. & H.Koyama): Sie kommt im nördlichen und zentralen China vor.
- Tricyrtis setouchiensis Hir.Takah.: Sie kommt auf den japanischen Inseln Honshu sowie Shikoku vor.[3]
- Tricyrtis suzukii Masam.: Sie kommt nur im nordöstlichen Taiwan vor.[3]
- Tricyrtis xianjuensis G.Y.Li, Z.H.Chen & D.D.Ma: Sie wurde 2015 aus Xinjiang erstbeschrieben.[3]

## Nutzung
Einige Tricyrtis-Arten, besonders Tricyrtis formosana und Tricyrtis hirta und Tricyrtis-Sorten werden als Zierpflanzen in Parkanlagen und Gärten verwendet. Sie sind in den Gemäßigten Breiten winterhart (USDA-Klimazonen 5 bis 8).

## Ergänzende Literatur
- Masayuki Maki, Hiroko Morita, Syuji Oiki, Hiroshi Takahashi: The Effect of Geographic Range and Dichogamy on Genetic Variability and Population Genetic Structure in Tricyrtis Section Flavae (Liliaceae). In: American Journal of Botany. Volume 86, Issue 2, 1999, S. 287–292, doi:10.2307/2656945

- Karte mit allen verlinkten Seiten:
- OSM |
- WikiMap